# Lista nagród i nominacji Quebonafide
Artykuł przedstawia listę nagród oraz nominacji zdobytych przez polskiego rapera Quebonafide.
Pięć razy nominowany do nagrody Fryderyków, raz wygrał plebiscyt. Dwa razy nominowany do nagrody Bestsellerów Empiku. W latach 2016–2019 trzykrotnie nominowany do nagrody Onet – Najlepsi. Dwunastokrotny nominant nagrody plebiscytu WuDoo/Hip-Hop, raz laureat.
Do marca 2019 roku Quebonafide zdobył łącznie 8 nagród w 50 nominacjach.

## Nagroda Muzyczna Fryderyk
Quebo był pięć razy nominowany do Fryderyka, w ramach zespołu Taconafide. W 2019 roku wygrał plebiscyt na album roku hip-hop.
| Rok  | Tytułem                              | Kategoria                              | Rezultat  |
| ---- | ------------------------------------ | -------------------------------------- | --------- |
| 2019 | Soma 0,5 mg (w ramach Taconafide)    | Album roku hip-hop                     | Wygrana   |
| 2019 | „Art-B” (w ramach Taconafide)        | Przebój roku (nagroda publiczności)    | Nominacja |
| 2019 | „Kryptowaluty” (w ramach Taconafide) | Przebój roku (nagroda publiczności)    | Nominacja |
| 2019 | „Tamagotchi” (w ramach Taconafide)   | Przebój roku (nagroda publiczności)    | Nominacja |
| 2019 | Ekodiesel Tour (w ramach Taconafide) | Wydarzenie roku (nagroda publiczności) | Nominacja |

## MTV Europe Music Awards
MTV Europe Music Awards nagroda przyznawana przez polską redakcję MTV podczas corocznego rozdania MTV Europe Music Awards w kategorii Najlepszy Polski Wykonawca. Kuba otrzymał jedną nominację jako grupa Taconafide w 2018 roku.
| Rok  | Tytułem    | Kategoria                  | Rezultat  |
| ---- | ---------- | -------------------------- | --------- |
| 2018 | Taconafide | Najlepszy Polski Wykonawca | Nominacja |

## Bestsellery Empiku
Bestsellery Empiku to plebiscyt kulturalny, który pokazuje, po jakie książki, płyty muzyczne oraz filmy najczęściej sięgali klienci sieci Empik. Kuba zdobył dwie nominacje, jedną w ramach Taconafide.
| Rok  | Tytułem                           | Kategoria     | Rezultat  |
| ---- | --------------------------------- | ------------- | --------- |
| 2018 | Egzotyka                          | Muzyka Polska | Nominacja |
| 2019 | Soma 0,5 mg (w ramach Taconafide) | Muzyka Polska | Nominacja |

## Onet – Najlepsi
Plebiscyt prowadzony przez portal internetowy Onet.pl. Muzyk nominowany trzy razy.
| Rok  | Tytułem                           | Kategoria         | Rezultat  |
| ---- | --------------------------------- | ----------------- | --------- |
| 2016 | Ezoteryka                         | Płyta roku        | Nominacja |
| 2016 | Quebonafide                       | Najlepszy artysta | Nominacja |
| 2019 | Soma 0,5 mg (w ramach Taconafide) | Płyta Roku        | Nominacja |

## Plebiscyt WuDoo/Hip-Hop
Plebiscyt WuDoo/Hip-Hop nagroda przyznawana przez Polskie Radio Szczecin oraz stronę internetową Hip-hop.pl. Raper otrzymał siedem nominacji.
| Rok  | Tytułem                                   | Kategoria         | Rezultat   |
| ---- | ----------------------------------------- | ----------------- | ---------- |
| 2015 | „Hype”                                    | Singiel roku 2014 | Nominacja  |
| 2015 | Quebonafide                               | Artysta roku 2014 | 2. miejsce |
| 2016 | Ezoteryka                                 | Płyta roku 2015   | Nominacja  |
| 2016 | Quebonafide                               | Artysta roku 2015 | Nominacja  |
| 2016 | „Oh My Buddha”                            | Singiel roku 2015 | Nominacja  |
| 2017 | „Quebahombre”                             | Singiel roku 2016 | Nominacja  |
| 2018 | „Halfdead”                                | Singiel roku 2017 | 3. miejsce |
| 2018 | Egzotyka                                  | Płyta roku 2017   | 2. miejsce |
| 2018 | Quebonafide                               | Artysta roku 2017 | 3. miejsce |
| 2019 | „8 kobiet” (w ramach Taconafide i Bedoes) | Singiel roku 2018 | Nominacja  |
| 2019 | Soma 0,5 mg                               | Rap Płyta 2018    | Wygrana    |
| 2019 | Taconafide                                | Artysta roku 2018 | 3. miejsce |

## Pozostałe
| Rok  | Kategoria                                  | Tytułem                              | Nagroda/Konkurs         | Nota       | Źródło |
| ---- | ------------------------------------------ | ------------------------------------ | ----------------------- | ---------- | ------ |
| 2015 | Artysta/zespół roku                        | Quebonafide                          | Sztosy 2014             | Wygrana    | [ 17 ] |
| 2015 | Singel roku                                | „Hype”                               | Sztosy 2014             | Nominacja  | [ 18 ] |
| 2016 | Najlepsze okładki płyt 2016                | Hip-Hop 2.0                          | Cover awArts 2016       | Nominacja  | [ 19 ] |
| 2017 | Najpopularniejsi polscy artyści            | Quebonafide                          | Statystyki Spotify 2017 | 2. miejsce | [ 20 ] |
| 2017 | Najpopularniejsi artyści w Polsce          | Quebonafide                          | Statystyki Spotify 2017 | 3. miejsce | [ 20 ] |
| 2017 | Najpopularniejsi polscy artyści za granicą | Quebonafide                          | Statystyki Spotify 2017 | Nominacja  | [ 20 ] |
| 2017 | Najpopularniejsze polskie albumy           | Egzotyka                             | Statystyki Spotify 2017 | Nominacja  | [ 20 ] |
| 2017 | Najpopularniejsze polskie albumy           | Dla fanów eklektyki                  | Statystyki Spotify 2017 | Nominacja  | [ 20 ] |
| 2017 | Najpopularniejsze polskie albumy           | Ezoteryka                            | Statystyki Spotify 2017 | Nominacja  | [ 20 ] |
| 2017 | Najpopularniejsze polskie albumy           | Dla fanek euforii                    | Statystyki Spotify 2017 | 3. miejsce | [ 20 ] |
| 2017 | Najpopularniejsze albumy w Polsce          | Dla fanek euforii                    | Statystyki Spotify 2017 | Nominacja  | [ 20 ] |
| 2017 | Najpopularniejsze albumy w Polsce          | Egzotyka                             | Statystyki Spotify 2017 | Nominacja  | [ 20 ] |
| 2018 | Raper roku                                 | Quebonafide                          | Glamrap.pl              | Wygrana    | [ 21 ] |
| 2018 | Utwór roku                                 | „Między słowami”                     | Glamrap.pl              | Wygrana    | [ 22 ] |
| 2018 | Top 5 Singli                               | „Halfdead”                           | Glamrap.pl              | Wygrana    | [ 23 ] |
| 2018 | 10 najlepszych polskich płyt 2017          | Egzotyka                             | Newonce.net             | 2. miejsce | [ 24 ] |
| 2018 | Płyta roku                                 | Egzotyka                             | Ślizgery 2017           | Nominacja  | [ 25 ] |
| 2018 | Raper roku                                 | Quebonafide                          | Ślizgery 2017           | 3. miejsce | [ 25 ] |
| 2018 | Najlepszy hip-hopowy teledysk              | „Candy”                              | Muzyka Interia          | 2. miejsce | [ 26 ] |
| 2018 | Najlepszy hip-hopowy utwór                 | „C’est la vie”                       | Muzyka Interia          | 2. miejsce | [ 26 ] |
| 2018 | 10 najlepszych polskich singli             | „C’est la vie”                       | Newonce.net             | Nominacja  | [ 27 ] |
| 2018 | Najpopularniejsi artyści w Polsce          | Quebonafide                          | Statystyki Spotify 2018 | 2. miejsce | [ 28 ] |
| 2018 | Najpopularniejsi artyści w Polsce          | Taconafide                           | Statystyki Spotify 2018 | 3. miejsce | [ 28 ] |
| 2018 | Najpopularniejsze albumy w Polsce          | Soma 0,5 mg (w ramach Taconafide)    | Statystyki Spotify 2018 | Wygrana    | [ 28 ] |
| 2018 | Najpopularniejsze albumy w Polsce          | 0,25 mg (w ramach Taconafide)        | Statystyki Spotify 2018 | Nominacja  | [ 28 ] |
| 2018 | Najpopularniejsze utwory w Polsce          | „Tamagotchi” (w ramach Taconafide)   | Statystyki Spotify 2018 | Wygrana    | [ 28 ] |
| 2018 | Najlepsze okładki płyt 2018                | Soma 0,5 mg (w ramach Taconafide)    | Cover awArts 2018       | Nominacja  | [ 29 ] |
| 2020 | Hip-Hop                                    | „Bubbletea” (teledysk)               | PL Music Video Awards   | Nominacja  | [ 30 ] |
| 2020 | Hip-Hop                                    | „Szubienicapestycydybroń” (teledysk) | PL Music Video Awards   | Nominacja  | [ 30 ] |
| 2020 | Najpopularniejsi artyści w Polsce          | Quebonafide                          | Statystyki Spotify 2020 | 2. miejsce | [ 31 ] |
| 2020 | Najpopularniejsze utwory w Polsce          | „Bubbletea”                          | Statystyki Spotify 2020 | Wygrana    | [ 31 ] |
| 2020 | Najpopularniejsze albumy w Polsce          | Romantic Psycho                      | Statystyki Spotify 2020 | 2. miejsce | [ 31 ] |